# Grimmia mesopotamica
Grimmia mesopotamica är en bladmossart som beskrevs av Schiffner 1913. Grimmia mesopotamica ingår i släktet grimmior, och familjen Grimmiaceae. Inga underarter finns listade i Catalogue of Life.